# Pyraminx

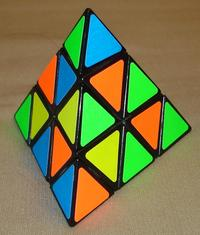
Pyraminx, gemischt

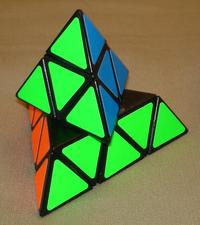
Pyraminx während einer Drehung aus der Grundstellung

Der Pyraminx ist ein ca. 6 cm großes mechanisches Geduldsspiel in Form eines gleichmäßigen Tetraeders, das vom Prinzip und Aufbau her mit dem Zauberwürfel von Ernő Rubik vergleichbar ist. Daher ist auch die Bezeichnung Zauberpyramide gebräuchlich. Jede der vier Seitenflächen setzt sich aus neun dreieckigen Segmenten zusammen, die in der Grundstellung auf jeder Seite jeweils alle die gleiche Farbe haben. Mit dem internen Drehmechanismus können sowohl die Seitenflächen als auch die Ecken durch 120°-Drehungen um ihren Mittelpunkt wieder in Deckung gebracht werden. Auf diese Weise verändern die beweglichen Teile ihre Position zueinander und können an fast jede Stelle im Tetraeder verschoben werden. Ziel des Geduldspiels ist es meist, den Pyraminx aus einer Stellung, in der die Farben gemischt sind wieder zurück in die geordnete Grundstellung zu bringen.

## Geschichte
Der deutsche Puzzle-Erfinder Uwe Meffert entwickelte den Pyraminx Ende der 1970er Jahre im Zuge des großen Erfolgs des Zauberwürfels. Ein europäisches Patent EP0042695 erhielt Meffert im Dezember 1981. Der Antrag wurde am 27. März desselben Jahres eingereicht.
Etwas früher (für 40 Tage) reichte der Cheftechnologe des Traktorenwerks Kishinev, Alexander Alexandrovich Ordynets, in der Sowjetunion seine Anmeldung für eine Erfindung ein (Patent SU980739 vom 15. Dezember 1982, mit dem Anmeldedatum 18. Februar 1981), deshalb nennen viele Leute in Russland das Puzzle „Молдавская пирамидка“ (moldawische Pyramide).
Ebenso existiert ein Master-Pyraminx, der auf jeder Seite 16 Dreiecke hat. Der Inhaber des ersten Patents für diese Pyramide ist ebenfalls A. A. Ordynets (SU1232171 vom 23. Mai 1986). Dennoch entstanden mehrere Versionen des Puzzles, die auch teilweise heute noch erhältlich sind. Von denen haben zwar nicht alle die Pyramidenform aber sie beruhen auf demselben Mechanismus und sind im Grunde gleich. Zu unterscheiden ist er andererseits von dem Pyramorphix, der zwar genauso aussieht wie eine kleinere Version mit vier Segmenten pro Seite, der aber einen anderen Drehmechanismus besitzt, weshalb er im Gegensatz zum Pyraminx beim Lösen seine Form verändert.

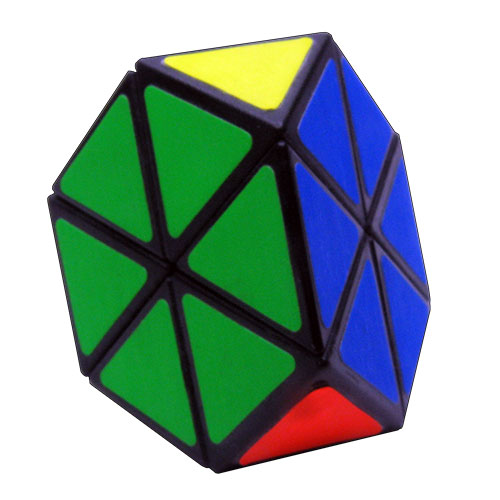
Tetraminx

Beim Pyraminx bilden die vier Ecken und Mittelteile jeweils eine Einheit, da die Ecken bei jeder Bewegung neben dem entsprechenden Mittelteil bleiben. Die Ecken können zwar jeweils auch noch gedreht werden, was der Ästhetik des Puzzles dient, aber den Schwierigkeitsgrad nicht verändert.
Tatsächlich gibt es auch eine Variante des Pyraminx, die keine Ecksteine besitzt und somit einem abgeschnittenen Tetraeder gleicht. Sie ist unter dem Namen Tetraminx bekannt.

## Kombinationen und Schwierigkeitsgrad
Der Pyraminx besteht aus 14 beweglichen Teilen, von denen aber nur zehn relevant sind, was deutlich weniger sind als die 20 des Zauberwürfels. Im Einzelnen sind das: vier Ecksteine zusammen mit den korrespondierenden vier Mittelsteinen sowie sechs Kantenteile. Da das Drehen einzelner Ecken die anderen Teile nicht verändert, sind die Ecken trivial und für die Lösung irrelevant.
Ähnlich wie bei dem normalen Zauberwürfel ändern die Mittelteile des Pyraminx nie ihre Position zueinander, aber sie können die Orientierung wechseln, das heißt die drei Farben wechseln ihre Plätze. Lässt man die Ecken außer Acht, so führt dies zu einer theoretischen Obergrenze von 34 6! 26 Stellungen. Mechanismusbedingt sind aber nur ein Viertel davon erreichbar, was zu einer Anzahl von 34 6! 24 = 933.120 führt. Damit ist der Pyraminx deutlich einfacher als der Zauberwürfel, sogar als der Pocket Cube, der immerhin noch mehr als 3,6 Millionen Stellungen hat. Der Pyraminx wurde auch schon algorithmisch komplett durchgerechnet: Jede Stellung benötigt maximal elf Züge zur Grundstellung, eventuelles Drehen der Ecken nicht eingerechnet. Mit Einbeziehung der vier trivialen Ecken erhöht sich die Zahl der möglichen Stellungen um den Faktor 34 auf 75.582.720.
- Benötigte Drehungen zum Richten des Pyraminx (ohne Drehung der trivialen Ecken)

| n | 0 | 1 | 2  | 3   | 4    | 5    | 6     | 7      | 8      | 9      | 10   | 11 |
| - | - | - | -- | --- | ---- | ---- | ----- | ------ | ------ | ------ | ---- | -- |
| p | 1 | 8 | 48 | 288 | 1728 | 9896 | 51808 | 220111 | 480467 | 166276 | 2457 | 32 |

- zusätzlich benötigte Drehungen für die trivialen Ecken

| n | 0 | +1 | +2 | +3 | +4 |
| - | - | -- | -- | -- | -- |
| p | 1 | 8  | 24 | 32 | 16 |

Der aktuelle Weltrekord für das schnellste einmalige Lösen des Pyraminx beträgt 0,73 Sekunden und wurde von Simon Kellum bei Middleton Meetup Thursday 2023 am 24. Juni aufgestellt.
Sebastian Lee hält den Weltrekord für die Durchschnittszeit beim fünfmaligen Lösen des Pyraminx mit 1,15 Sekunden, aufgestellt bei Maitland Spring 2024.

## Mechanik

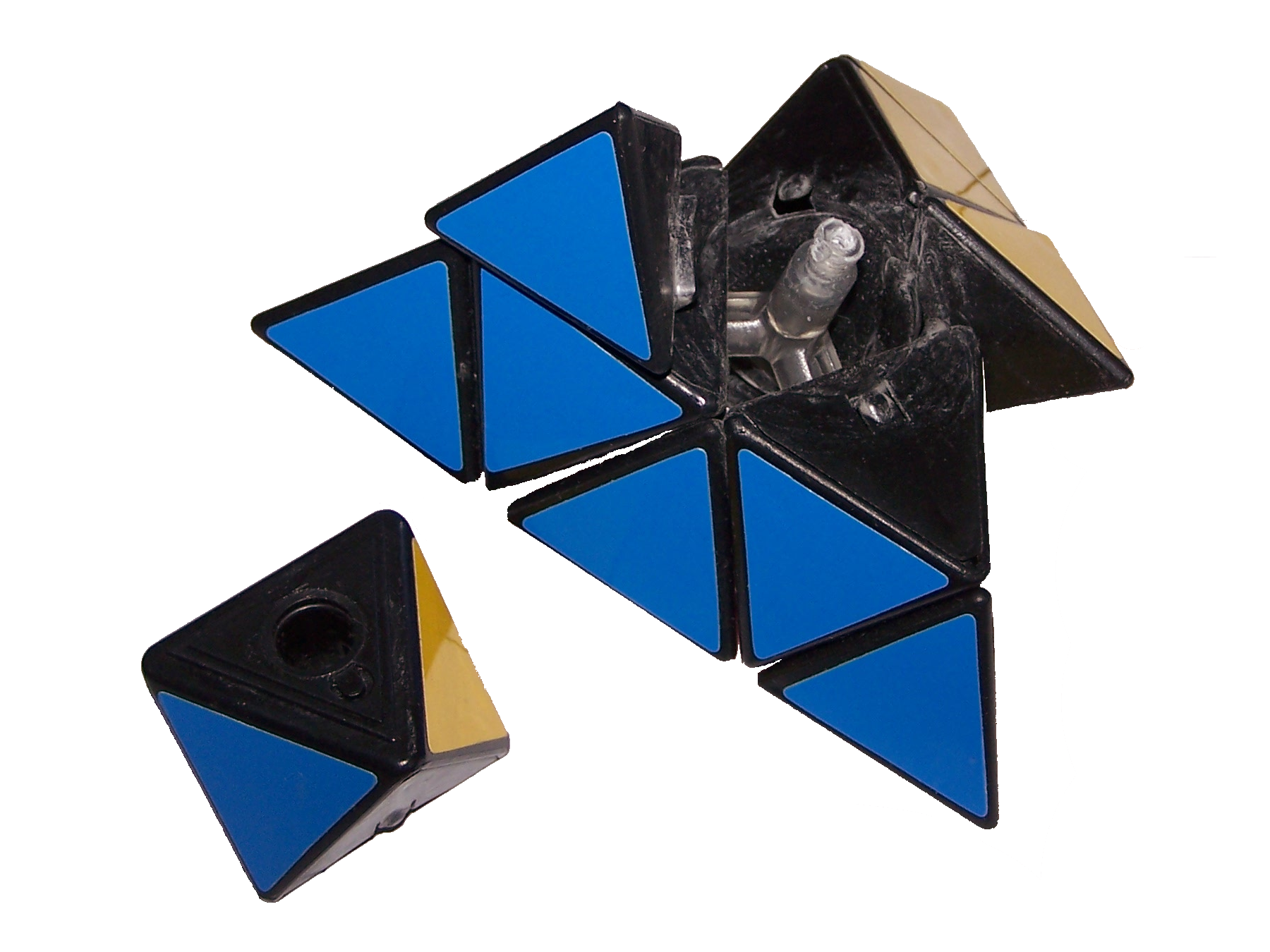
Teilweise auseinander genommener Pyraminx

Die Mechanik des Pyraminx gleicht teilweise der des 3×3×3 Rubik’s Cube.
So gibt es hier auch ein Achsenkreuz. Die 4 Mittelsteine (im Bild ist einer am Bildrand unten links zu sehen) werden einfach an dieses geschraubt. Während bei dem Achsenkreuz der klassischen 3×3×3-Variante die Achsen senkrecht aufeinander stehen, gleicht das Achsenkreuz dieses Spielzeuges von der Form her eher einer Tetrapode. Die Mittelsteine sind oktaederförmig, 2 gegenüberliegende Seiten besitzen ein Loch in der Mitte, durch das das jeweilige Eckstück beziehungsweise das Achsenkreuz befestigt werden kann. 3 Seiten sind im zusammenmontierten Zustand zu sehen und mit Stickern beklebt und weitere 3 Seiten liegen an den Kantenflächen an.
Die Ecksteine sind tetraederförmig und werden einfach auf die Mittelsteine aufgesetzt. Ein jeder Eckstein bleibt demzufolge ständig mit demselben, zugeordneten Mittelstein verbunden.
Die Kantensteine sind ebenfalls tetraederförmig. 2 Seiten sind zu sehen und beklebt, die restlichen 2 zeigen ins Innere des Pyraminx. An der gemeinsamen Kante der 2 Flächen, die nicht beklebt sind, sind kleine Plastikteile angebracht. Sie befinden sich immer, auch beim Drehen, in einer Vertiefung eines Mittelsteins. Sobald die Kanten gedreht werden, laufen auch diese Plastikteile in den Vertiefungen im Inneren weiter. Die Kanten sind also unter den Mittelsteinen eingehakt. Die Vertiefungen sind immer kreisförmig, und zwar genau senkrecht zu der gegenüberliegenden Spitze des Tetraders, sodass man die Seiten ganz normal wie bei einem Rubik’s Cube drehen kann.